# Бисквита
 Тази статия е за сладкарското изделие.  За уеб технологията вижте HTTP-бисквитка.  
Бисквитата е популярно в цял свят сладкарско изделие на база брашно, яйца и мляко, което обикновено се консумира за десерт или като лека закуска между храненията. Най-често се приготвя от пшенично или овесено брашно, добавени захар, мед или подсладители, както и шоколад, ядки, стафиди, плодове или друг пълнеж. В България бисквитите са любим сладък десерт. Често се комбинират с чай, кисело мляко, прясно мляко или сладко.

## Етимология
Думата „бисквита“ произхожда от латинските думи „bis“ – двойно и „coquere“ – да сготвя, което буквално означава изпечени, сготвени два пъти. Името идва от начина, по който са приготвяни бисквитите в началото – първо са изпичани във фурна, а после изсушавани на слаб огън.

## История
Сведения за първите бисквити има от преди 7 век. Те са били съвсем обикновени и неподсладени. Изпичани са в изстиващите пещи след хляба и да използвани като дълготрайна храна. Персийците първи започват да прибавят яйца и масло към бисквитите, за да омекотят сместа, както и плодове или мед, за да я подсладят. Тогава разпространението на това тестено изделие става по-масово.
Един от най-ранните видове бисквити е т. нар джинджифилова бисквита (сладкиш с мед или петмез, подправен с джинджифил), представена в Европа от арменски монаси през 992 г. Първоначално бисквитата наподобявала гъста и лепкава, подправена с джинджифил, субстанция. Продуктите, необходими за тези бисквити, внезапно оскъпили направата им, затова дълго време се използвало остатъчното тесто от хлебопекарните.
След мюсюлманското нашествие в Испания, а по-късно и кръстоносните походи, допринесли за развитието на търговията с подправки от Изтока, нови рецепти и методи на готвене пристигнали в Европа. През Средновековието бисквитата вече била сладка паста от изпечен натрошен хляб или готов хляб, обогатен със захар и подправки, а после изпечен отново.
Според ранни източници от Швеция, монахините в местните манастири използвали джинджифиловите бисквити като средство за подобряване на храносмилането още през 1444 г. Първите сведения за търговия с бисквити датират от век по-късно.
Постепенно бисквитите се превърнали в първостепенни провизии за нуждите на внезапно развилото се корабоплаване. Дългите и рисковани пътувания около света изисквали дълготрайна храна, способна да засити моряците, без да заема прекалено много място на корабите. През 1588 г. дневната дажба на борда на британския кралски флот се състояла от 450 гр. бисквити и 1 галон бира. 

## Съвременна употреба
Днес освен подсладени бисквити и бисквити яйца, масло и подправки има и по-богати бисквити с плодов пълнеж, ядки, карамел и други съставки. Голяма популярност по света имат тункваните бисквити – бисквити покрити с глазура (най-често шоколад или кувертюр).
Бисквитите са разпространен десерт в целия свят и се срещат в различни форми (кръгли, правоъгълни, квадратни, с щампи и фр.) и вкусове. В Англия, чаените бисквити имат голямо културно значение като традиционна добавка към следобедния английски чай. Солените бисквити са често консумирани със сирена след хранене за подобряване на храносмилането.
Някои бисквити се използват освен за десерт и за проготвяне на различни сладкиши и торти. Бисквитената торта е популярен десерт в България.

## Видове бисквити
Бисквитите се делят основно на солени и сладки и тунквани и нетунквани (без заливка). Те могат да бъдат също бисквити с добавки (ядки, плодове, пълнеж) и сандвич бисквити (две слепени бисквити с крем по средата).
В Америка са популярни така наречените „кукис“ бисквити, които са твърди, плоски и ронливи. Обикновено съдържат мазнина, брашно, яйца, захар и добавки като ядки, парченца шоколад стафиди и други. Популярни са и традиционните коледни бисквити с джинджифил и канела.